# Newell Sanders
Newell Sanders (Owen megye, 1850. július 12. – Lookout Mountain, 1939. január 26.) az Amerikai Egyesült Államok szenátora (Tennessee, 1912–1913).